# Marcel Delaris
Marcel Delaris, né à Elne (Pyrénées-Orientales) le 13 juillet 1911 et mort à Perpignan (Pyrénées-Orientales) le 24 août 1995, est un artiste peintre français. 

## Biographie
Grâce au soutien de son oncle Jules Pélissier, directeur d’une distillerie-conserverie (longtemps le premier employeur de la commune d’Elne), Marcel Delaris entre à l'École nationale des Beaux Arts à Paris en 1929 (après avoir fait les Arts Déco en 1928). Aux Beaux Arts, il intègre l'atelier de gravure d'André Devambez, ce qui, disait-il, a influencé son style pour le reste de sa vie.
Parmi ses condisciples des Beaux-Arts figure Jean Couy (1910-1983)[réf. souhaitée] . Tous les deux s’inspirent entre autres du même modèle « Josépha », probablement originaire des Antilles. Marcel Delaris la représente dans un portrait très expressif intitulé « La Négresse », une huile sur toile qui lui vaut le Prix Chenavard[réf. souhaitée] (un œuvre exposée au Musée Terrus d'Elne)[réf. souhaitée].
À l'École nationale des Beaux Arts Marcel Delaris a concouru trois années de suite au Grand Prix de Rome et est « monté en loge » parmi les 9 premiers. À cette occasion, il a peint le tableau « Ulysse et Calypso » une œuvre de jeunesse qu’il a probablement « recouverte» ensuite par une autre peinture.
Après les Beaux Arts, reçu au professorat de dessin, Marcel Delaris est nommé au lycée d’Aurillac où il enseignera jusqu’à la Guerre.
Marcel Delaris a effectué son service militaire à Bastia, en Corse (1932-33), où il réalise de nombreuses gouaches et peintures. Il laisse à la citadelle de la ville un grand tableau d’évocation historique, probablement une œuvre de commande de ses supérieurs, intitulé : « 29 mai 1916 – Cote 304 à Verdun – le soldat Salini François entraîne ses camarades au chant de la Marseillaise ». Ce tableau, don du Colonel Felici (1935) est aujourd’hui visible au "Lieu de mémoire militaire" à la citadelle de Bastia[réf. souhaitée].
Mobilisé en septembre 1939, le caporal  Marcel Delaris est fait prisonnier en mai 1940 et passera près de quatre années de captivité en Allemagne (1940-1943). Il en rapportera une série d’œuvres sur papier, dessins et gouaches qui ont fait l’objet d’une exposition rétrospective au Musée d’Elne, lequel possède plusieurs de ses œuvres.
Après la Guerre, Marcel Delaris exercera comme professeur de dessin au Lycée François-Arago de Perpignan. Il y fera toute sa carrière jusqu’à sa retraite au début des années soixante-dix. Artiste infatigable, il continuera à produire jusqu’à sa mort en août 1995 à Perpignan.
Son œuvre très prolifique s'est déployée dans une diversité de styles, de techniques et de supports: fusain, huile, pastel, aquarelle, gouache, encre de chine, céramique... affiches, décors, tapisseries, pierres et bois peints...
Excellant dans la réalisation de paysages, Marcel Delaris fut aussi un portraitiste très sollicité durant toute sa carrière. 
Ses peintures à l’huile et aquarelles sont de facture classique, prenant leur inspiration dans les scènes de la vie quotidienne, notamment de son Roussillon natal, telles les ravaudeuses de filets à Collioure, ainsi que dans les paysages bucoliques. Il s’est un temps départi de l’académisme initial pour aller vers un style plus expressionniste (cf. « étudiants dessinant», Musée Terrus Elne).
Au début des années soixante, Marcel Delaris a délaissé la peinture à l’huile et les grands formats (qui avaient du mal à trouver acquéreur sur un marché local trop exigu) pour s’investir totalement dans la céramique. Il a alors produit des centaines de pièces originales : vases, plats, carreaux et tuiles décorées, etc. qui ont connu un grand succès auprès du public. L’artiste s’est alors orienté progressivement vers un style graphique d’interprétation libre et poétique. Puis à la fin des années soixante/début soixante-dix, il s’est tourné vers la décoration de pierres et de bois flottés - ramassés au gré de ses promenades -, ainsi que dans des encres de chine et compositions sur carton, toujours dans un style qu’on pourrait qualifier de « figuration onirique », avec des compositions s’inspirant librement des formes de la nature, des végétaux, de personnages imaginaires, muses, nymphes, animaux, etc.
Chaque année, Marcel Delaris assurera une exposition de ses œuvres à Perpignan, Salle Arago, quasiment jusqu’à sa mort en 1995.
Il n'existe pas à ce jour de recension exhaustive de son œuvre. 
Un universitaire perpignanais, Frédéric Sabatini, a entamé dans les années 2000 un travail analytique sur l’œuvre de Marcel Delaris qui a notamment permis de mettre en valeur ses réalisations lors des années de captivité.

## Œuvres dans les musées
- Paysage de neige, 1952, Musée d'art moderne de Céret[6],[1]